# CP System
CP System (CPシステム shīpī shisutemu?), CPS-1, o Capcom Play System 1 es una placa arcade hecha por Capcom que debutó en 1988 con Forgotten Worlds. Street Fighter II, uno de los juegos de lucha más importantes y famosos del género, utilizó esta placa.
El sistema estuvo plagado por cantidad de bootlegs (versiones de contrabando con gráficos o jugabilidad modificados) de sus juegos. Particularmente, existieron muchas versiones bootleg de Street Fighter II, siendo más común encontrarte una versión bootleg en los centros recreativos que una versión oficial. Este problema fue eliminado más tarde por Capcom sacando la CPS-2.

## Especificaciones de la placa arcade CPS-1
- CPU principal: Motorola MC68000 a 10 MHz (Más tarde algunas placas funcionarían a 12 MHz)
- CPU de sonido: ZiLOG Z80 a 3,579 MHz
- Chips de sonido: Yamaha YM2151 a 3,57958 MHz + OKI MSM6295 @ 7,576 kHz or Q-Sound @ 4 MHz
- Paleta de colores: 65536
- Cantidad total de colores en pantalla: 4096
- Profundidad de color: 16 bit
- Número de objetos en pantalla: 256
- Tamaño de sprites: 16x16, 16 colores (15 diferentes + 1 transparente)
- Resolución : 384x224
- 68K RAM: 64 KB WORK RAM + 192 KB VRAM(Shadow)
- PPU: 192 KB VRAM + 16 KB CACHE RAM
- Z80 RAM: 2 KB WORK RAM

## Lista de juegos de CPS-1
- 1941: Counter Attack (1990)
- Cadillacs and Dinosaurs (1992)
  - Cadillacs Kyōryū Shinseiki (Japón)
- Capcom World 2: Adventure Quiz (1992)
- Captain Commando (1991)
- Carrier Air Wing (1990)
  - U.S. Navy (Japón)
- Dynasty Wars (1989)
  - Tenchi o Kurau (Japón)
- Final Fight (1989)
- Forgotten Worlds (1988)
  - Lost Worlds (Japón)
- Ganbare! Marine Kun (2000)
- Ghouls'n Ghosts (1988)
  - Dai Makaimura (Japón)
- Ken Sei Mogura: Street Fighter II (1994)
- The King of Dragons (1991)
- Knights of the Round (1991)
- Magic Sword: Heroic Fantasy (1990)
- Mega Man: The Power Battle (1995)
  - Rockman: The Power Battle (Japón)
- Mega Twins (1990)
  - Chiki Chiki Boys (Japón)
- Mercs (1990)
  - Senjō no Ōkami II (Japón)
- Nemo (1990)
- Pang! 3 (1995)
- Pnickies (1994)
- Pokonyan! Balloon (1994)
- The Punisher (1993)
- Quiz & Dragons: Capcom Quiz Game (1992)
  - Quiz & Dragons: Capcom Quiz Game™ (1994) (Japón)
- Quiz Tonosama no Yabō 2: Zenkoku-ban (1995)
- Saturday Night Slam Masters (1993)
  - Muscle Bomber: The Body Explosion (Japón)
  - Muscle Bomber Duo: Ultimate Team Battle (World)/ Heat up Warriors (Japón)
- Street Fighter II: The World Warrior (1991)
- Street Fighter II': Champion Edition (1992)
- Street Fighter II': Hyper Fighting (1992)
- Street Fighter II' Turbo: Hyper Fighting (1992)
- Street Fighter Zero CPS changer (1995)
- Strider (1989)
  - Strider Hiryū (Japón)
- Three Wonders (1991)
  - Wonder 3 (Japón)
- U.N. Squadron (1989)
  - Area 88 (Japón)
- Varth: Operation Thunderstorm (1992)
- Warriors of Fate (1992)
  - Tenchi o Kurau II: Sekiheki no Tatakai (Japón)
  - Sangokushi II (Asia)
- Willow (1989)

## CPS-Changer

### Historia
En 1990 SNK lanza su flamante Neo Geo, consola capaz de hacer unas conversiones idénticas de las recreativas (los mismos juegos pero con diferente cartucho). Mientras tanto Capcom triunfaba en los arcades con juegos como Ghouls'n Ghosts o Final Fight y se dedicaba a hacer versiones de menor calidad gráfica y sonora para las consolas de 16 Bits (Super Nintendo, Megadrive, PC Engine...)
Tras el éxito tanto de sus conversiones como de los arcades originales, Capcom fue gestando el proyecto de hacer su NeoGeo particular, y así fue como nació la CPS-Changer.
Con las mismas características que la placa CPS-1, la consola es un adaptador SuperGun (adaptador de placas de arcade para TV estándar) con salida de video y audio RCA / S-Video y 2 conectores idénticos a los de Super Nintendo, debido a un acuerdo con Nintendo para aprovechar los mandos arcade que la propia Capcom había desarrollado para su consola (Capcom Power Stick Fighter).
Los juegos son los mismos de CPS-1, pero con modificaciones como los créditos (free play) y menús adicionales para cambiar la dificultad, testear música y sonidos, etc., todos ellos insertados en una carcasa de plástico para insertar en el CPS Changer.
La consola sólo salió a la venta en Japón. No se vendía en tiendas físicas, sino que se compraba mediante catálogo y venta por correo de la propia Capcom. Se estima que vendieron poco más de 400 unidades.
Lanzada en el 1994 tan sólo tuvo 2 años de vida debido a sus bajas ventas y al cambio de hardware en los arcades de Capcom (CPS-2).
Se lanzaron 9 juegos para la CPS Changer, todos eran conversiones idénticas de sus arcades con placa CPS-1 a excepción del Street Fighter Zero, el cual fue un bonito "detalle" de Capcom hacia los poseedores de la CPS Changer ya que el juego original de arcade era para la placa CPS-2. Se diferencia del arcade original en un sonido de menor calidad, gráficos con menos colores y movimientos con menos FPS (Fotogramas Por Segundo).
Fue lanzada en un pack que incluía la CPS-Changer y el Street Fighter II Turbo, al precio de 38900 yens, y cada juego adicional costaba unos 20000 yens. No incluía ni adaptador de corriente, ni mandos de control, pues Capcom aseguraba (en una decisión incomprensible) que los usuarios utilizarían los de la Super Famicom.
La lista de juegos que salieron oficialmente para CPS-Changer es la siguiente:
- Street Fighter II Turbo
- Street Fighter Zero
- Final Fight
- The King of Dragons
- Knights of the Round
- Captain Commando
- Muscle Bomber Duo
- Quiz Capcom World 2
- Tenchi O Kurau II

Extraoficialmente era posible, mediante cables adaptadores caseros, conectar otras placas arcade al CPS Changer como las CPS-2 o Jamma estándar, al tratarse básicamente de un SuperGun fabricado por Capcom.
Cuando fue retirada del mercado, la mayoría de las unidades acabaron en manos de empleados de Capcom y revendidas a coleccionistas.
Está considerada como una de las videoconsolas menos vendidas de la historia, lo cual la hace también una de las más codiciadas por los coleccionistas, por su rareza y escasez de unidades disponibles.